# سلمى بارالويلو
سلمى سيليست بارالويلو أيينغونو (من مواليد 13 نوفمبر 2003) هي لاعبة كرة قدم إسبانية وعداءة سابقة تلعب كجناح أيسر لنادي نادي برشلونة والمنتخب الإسباني للسيدات.

## روابط خارجية
- سلمى بارالويلو على موقع الاتحاد الدولي لألعاب القوى (الإنجليزية)
- سلمى بارالويلو على موقع الاتحاد الأوربي (الإنجليزية)
- سلمى بارالويلو على موقع إي إس بي إن إف سي (الإنجليزية)
- سلمى بارالويلو على موقع قاعدة بيانات كرة القدم.إي يو (الإنجليزية)
- سلمى بارالويلو على موقع Soccerway.com (الإنجليزية)
- سلمى بارالويلو على موقع عالم كرة القدم.نت (الإنجليزية)
- سلمى بارالويلو على موقع اللجنة الأولمبية الدولية (الإنجليزية)